# Julie-Victoire Daubié
Julie-Victoire Daubié (a veces conocida como Victoire Daubié o también como Julie Daubié), nacida el 26 de marzo de 1824 en Bains-les-Bains en el departamento francés de Vosges y murió el 26 de agosto de 1874 en Fontenoy-le-Château. Fue una periodista francesa y la primera mujer francesa que recibió el derecho a presentarse a Bachiller en Lyon el año 1861, y la primera en obtenerlo el 17 de agosto de 1861. También fue la primera Licenciada en Letras en Francia el 28 de octubre de 1872.

## Biografía

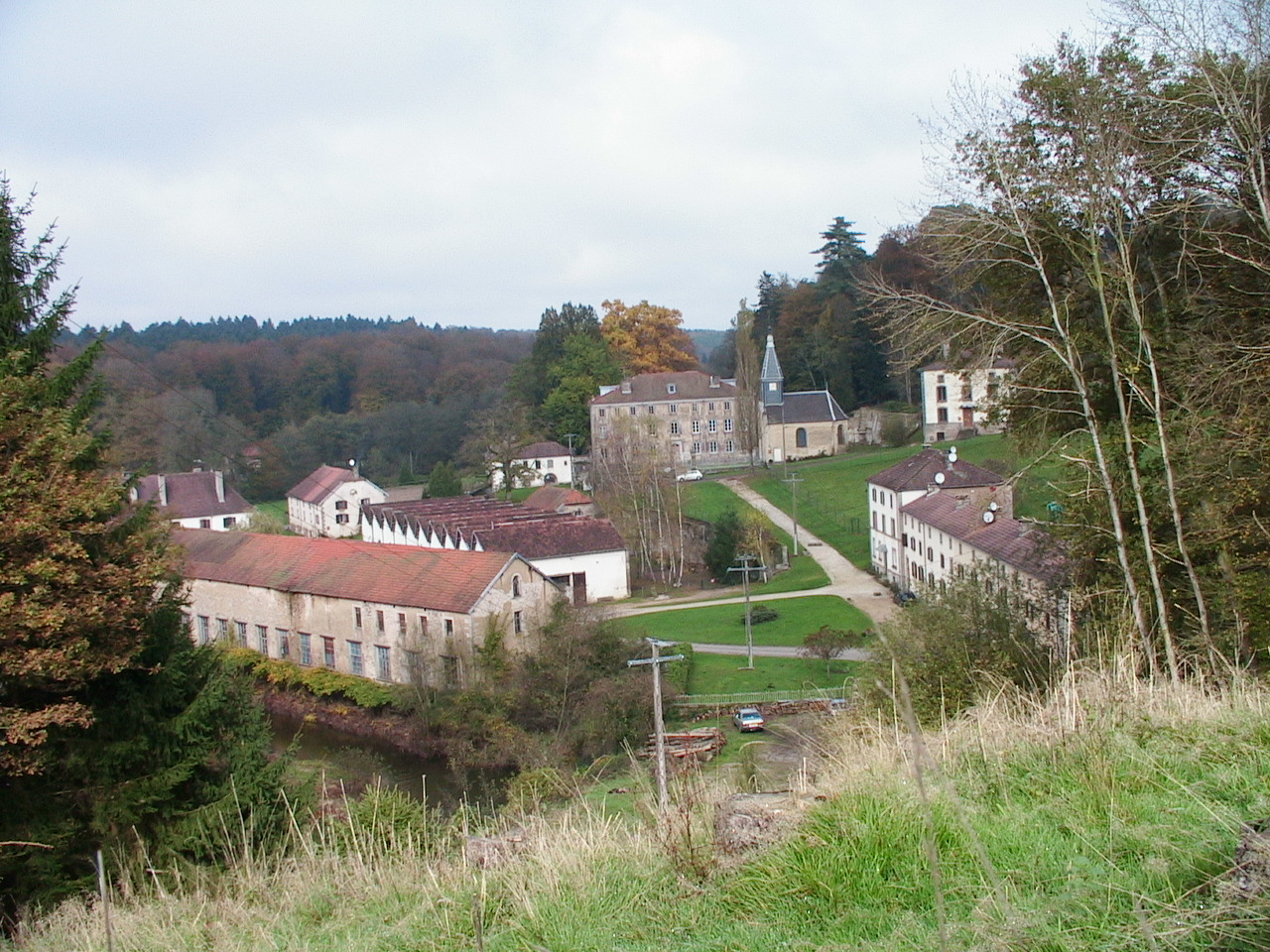
Lugar de la Manufactura, a la derecha de la capilla, la casa natal de J.V Daubié

Julie-Victoire Daubié nació en la casa llamada de los Commis de la Manufacture royale de Bains-les-Bains donde su padre desempeñaba el trabajo de contable y cajero.
Inscrita como Julie-Victoire en el registro Civil, se llamó Victoire, por el nombre de su madre. Julie es el nombre de su hermana mayor, que consta en el registro civil como Marie-Julie. La octava de sus hermanos, tenía veinte meses de edad a la muerte de su padre, que está enterrado en el panteón familiar en Fontenoy. La madre y los hijos se trasladaron entonces a Fontenoy-le-Chateau de donde era la familia paterna de Julie-Victoire. La inclusión de sus hermanos y hermanas en los registros parroquiales de Fontenoy muestra que los niños aprendieron allí el catecismo.
Formaba parte de la pequeña burguesía católica de la región. Las familias Colleüille y Daubié demostraron que los sacerdotes escondieron disidentes. Su abuelo paterno era Siméon-Florentin Daubié, secretario de Justicia y exempresario que ahora vivía de sus rentas. Su abuelo materno, Jean-Nicolas Colleüille después de vender la forja de Moulin y Pont-du-Bois era director de la forja Buyer à la Chaudeau.
Contrario a la leyenda, ella nunca trabajó en los talleres de latón de la "Manufacture Royale de fer blanc de Bains-les-Bains". Su nombre no aparece en los registros del establecimiento como trabajadora manual. Sin duda visitó la oficina de la beneficencia de Fontenoy que administraba caridad a los trabajadores pobres del campo, a la triste condición de las trabajadoras domésticas y a las madres solteras. Tal vez ello le inspira su ensayo La Femme pauvre au siècle XIXe que le valió el primer premio de la Academia de Ciencias y Bellas Artes de Lyon (Academia Imperial de Ciencias de la Literatura y de las Artes de Lyon) el 21 de junio de 1859. La reunión de la Academia, presidido por el Sr. Sauzet, concedió a Mademoiselle Daubié, una medalla de 800 francos.
El 31 de agosto de 1844, ganó el "certificado de aptitud", certificado de enseñanza que era obligatoria para todos desde la ley Guizot del 28 de junio de 1833.
La ley Falloux del 15 de marzo de 1850 se hizo norma obligatoria para los profesores seglares (article 49):
Cartas de obediencia será la capacidad de los docentes de patentes que pertenecen a congregaciones religiosas dedicadas a la educación y reconocida por el Estado. Mediante la ley Falloux, se impulsa la promoción de la educación católica, y el Estado prevé la creación de una academia por departamento y exige a los municipios con más de 800 habitantes el abrir una escuela para niñas(article 51).
Julie-Victoire Daubié protestó contra la falta de cualificación de algunas religiosas por procurar no enseñar nada contrario a la enseñanza católica.
Estudió griego antiguo y latín, materias necesarias para presentarse al bachillerato con su hermano sacerdote. Completó su formación en la sección de zoología de mamíferos y aves al inscribirse en 1853 en el Museo Nacional de Historia Natural de París para seguir el curso de Isidore Geoffroy Saint-Hilaire. Consiguió una autorización especial para venir a estudiar en las galerías fuera del horario de apertura al público.
Sabiendo que iba a ser bien recibida, con la ayuda de François Barthélemy Arles-Dufour, un sansimoniano e industrial de Lyon influyente en los círculos académicos y la corte imperial, y, gracias a su éxito en el concurso de Lyon en 1859, se matriculó en la Facultad de Artes de Lyon para aprobar su bachillerato.
El 17 de agosto de 1861, obtuvo su título de licenciatura con un total de seis bolas rojas, tres bolas blancas y una bola de color negro. Este sistema de bolas era la forma de voto que tenían los examinadores de la facultad. En ese momento, no calculaba la media. Una bola blanca significaba un dictamen favorable, una bola roja, una abstención, negra, un dictamen desfavorable.